# Conus zylmanae
Espèce
Statut de conservation UICN

 LC  : Préoccupation mineure
Conus zylmanae est une espèce de mollusques gastéropodes marins de la famille des Conidae.
Comme toutes les espèces du genre Conus, ces escargots sont prédateurs et venimeux. Ils sont capables de « piquer » les humains et doivent donc être manipulés avec précaution, voire pas du tout.

## Niveau de risque d’extinction de l’espèce
Selon l'analyse de l'UICN réalisée en 2011 pour la définition du niveau de risque d'extinction, cette espèce d'eau peu profonde est endémique aux Bahamas, où elle se trouve au large de New Providence, qui a une côte de 57 km. Il n'y a pas de menaces connues, bien que cette espèce ne soit pas disponible sur le marché des spécimens de coquillages à l'heure actuelle. Cette espèce est classée dans la catégorie " préoccupation mineure ".

## Taxinomie

### Publication originale
L'espèce Conus zylmanae a été décrite pour la première fois en 1998 par le malacologiste américain Edward James Petuch (d) dans « La Conchiglia »,.

### Synonymes
- Conus (Dauciconus) zylmanae Petuch, 1998 · appellation alternative
- Conus (Magelliconus) zylmanae Petuch, 1998 · non accepté
- Purpuriconus zylmanae (Petuch, 1998) · non accepté